# 索爾涅奇諾戈爾斯克
56°11′N 36°59′E / 56.183°N 36.983°E
索爾涅奇諾戈爾斯克（Солнечного́рск，意即「陽光山」）是俄羅斯莫斯科州的一個城市，位於莫斯科西北65公里、莫斯科河畔。2002年人口58,374人。
1938年設市並改現名。